# Finlandització
El terme finlandització (en anglès: Finlandization) va ser encunyat pels mitjans de comunicació occidentals durant la guerra freda per a descriure la política de neutralitat exercida per Finlàndia. Segons aquesta doctrina, Finlàndia, tot i trobar-se a l'oest del teló d'acer, evitava prendre posició en els assumptes que poguessin irritar a la Unió Soviètica, la qual cosa, en la pràctica, va tenir com a conseqüència la reducció de la sobirania política del país. Segons aquesta interpretació, Finlàndia, i en menor mesura Àustria, pertanyien, en molts casos, a l'àmbit de la influència soviètica, tot i conservar el seu sistema de democràcia occidental i no estar ocupades per la forces soviètiques com els països a l'est del teló d'acer.
Els primers a emprar aquest terme van ser els polítics alemanys que tenien por que el desequilibri de les forces a favor del Pacte de Varsòvia permetés a la Unió Soviètica exercir una tutela sobre la República Federal d'Alemanya a l'estil finlandès. El concepte va ser recuperat per l'OTAN, per a justificar una major presència nord-americana a Alemanya i el desplegament dels míssils Pershing en aquest país.
A Finlàndia, per la seva banda, el terme ha estat molt controvertit i no hi ha unanimitat sobre el grau de "finlandització" del país durant la guerra freda, és a dir, si es tractava solament d'una política realista la finalitat de la qual era salvaguardar la independència i el benestar del país o si, en canvi, es tractava d'una actitud massa servil per part dels dirigents polítics per afavorir els interessos de la Unió Soviètica. Segons la primera postura, l'ús d'aquest terme amb sentit negatiu s'ha vist, per part de molts finlandesos, com fruit de la incomprensió de la història, la realitat i la situació geopolítica del país i, segons la postura oposada, hi ha veus crítiques que acusen la classe dirigent d'aleshores d'haver-se subordinat a Moscou, i d'haver donat l'esquena a occident en massa ocasions.
Segons la doctrina oficial de la política exterior de Finlàndia durant la guerra freda, Finlàndia es denominava un país que exercia una política de neutralitat respecte als blocs anomenats capitalista i comunista. Cal assenyalar, en aquest sentit, que durant tota la guerra freda els ciutadans finlandesos no van estar subjectes a cap restricció de llibertats, és a dir, podien viatjar lliurement a l'estranger i gaudien de totes les llibertats democràtiques, entre elles la llibertat d'opinió. No obstant això, avui dia es considera que en alguns aspectes de la política interna la "finlandització", encara que a Finlàndia no s'usava aquest terme, es manifestava en forma d'autocensura, sobretot per part dels dirigents polítics quant al que deien i el que callaven sobre la Unió Soviètica. A més, hi havia polítics que, en la política interior, feien servir l'anomenada carta de Moscou contra els seus adversaris polítics, és a dir, acusaven aquests de posar en perill les bones relacions d'amistat entre els països veïns.
A Finlàndia, aquesta política exterior es coneixia pel nom de doctrina Paasikivi-Kekkonen - batejada pel nom de dos presidents de la postguerra -, la pedra angular de la qual era, en paraules del president Paasikivi, tenir en compte la situació geopolítica del país. Segons aquesta visió, Finlàndia havia d'abstenir-se d'irritar a la Unió Soviètica, perquè era una actitud realista en una situació que el país, després d'haver-se enfrontat durant el segle xx en tres guerres amb el seu poderós veí de l'est, s'havia salvat pels pèls, havia evitat l'ocupació soviètica i havia conservat la seva independència.
La "doctrina de Paasikivi-Kekkonen" es va plasmar, principalment, en el Tractat d'Amistat, Cooperació i Assistència Mútua signat a Moscou el 6 d'abril de 1948 entre Finlàndia i la Unió Soviètica, que va ser derogat el gener de 1992. La interpretació de les clàusules d'aquest tractat en alguns àmbits del món occidental va fer que es considerés que Finlàndia estava lligada al sistema de defensa de la Unió Soviètica. No obstant això, en matèria de defensa, les obligacions de Finlàndia es limitaven a la defensa del seu propi territori nacional encara que, això sí, en el cas que fos necessari i prèvia consulta entre les parts contractants, en col·laboració amb la Unió Soviètica. Cal observar, a més, que les clàusules contractuals reconeixien el caràcter independent de Finlàndia, la qual, com un país sobirà tenia l'obligació de defensar el seu territori d'atacs exteriors. En el cas que es recorregués a l'assistència mútua, havien de complir-se certs requisits, és a dir, una amenaça concreta seguida de negociacions entre les parts contractants, o sigui que les accions no haguessin estat automàtiques. En l'article primer s'esmentava, concretament, un atac al territori finlandès, o al territori soviètic a través de Finlàndia, per part d'Alemanya o els seus aliats.
La clàusula d'assistència, malgrat això, mai va ser posada en pràctica. L'octubre de 1961 la Unió Soviètica, aparentment preocupada per la tibant situació internacional, va proposar desenvolupar consultes entre els països, però les tensions van ser dissipades en les negociacions entre el president Urho Kekkonen i el mandatari rus.
Després de la guerra freda, el terme finlandització sembla haver seguit un desenvolupament independent del seu origen etimològic i s'aplica per a descriure una situació en què la sobirania política es veu reduïda a causa de les pressions per part d'un poder exterior, sigui un altre país, entitat o organització.